# Gouverneur de la Rhodésie du Sud
Le gouverneur colonial de la Rhodésie du Sud est le représentant de la couronne britannique en Rhodésie du Sud, entre 1923 et 1980, et situé dans l'actuel Zimbabwe.

## Rôle constitutionnel
Le gouverneur est également le commandant-en-chef des forces armées et, en tant que tel, il exerçait une influence considérable sur le fonctionnement de la colonie et de son gouvernement, mais dans la pratique, la fonction principale du gouverneur était de maintenir une relation satisfaisante. Les gouvernements de la Grande-Bretagne et de la Rhodésie du Sud ont agi à titre consultatif la plupart du temps. Cependant, à partir de 1951, contrairement à d'autres colonies, le gouvernement britannique était représenté en Rhodésie du Sud par un haut-commissaire de Salisbury.
Quand la Rhodésie du Sud a intégré la Fédération de Rhodésie et du Nyassaland, le poste de Gouverneur ne changea pas, mais quand Salisbury devint la capitale de la Fédération, le Gouverneur général  de la Fédération de Rhodésie et du Nyassaland pris la résidence du gouverneur, le Government's House. 
Pendant cette période, le Gouverneur de Rhodésie du Sid résidait dans le Governor's Lodge, situé dans la banlieue des Hautes-Terres.

## Indépendance

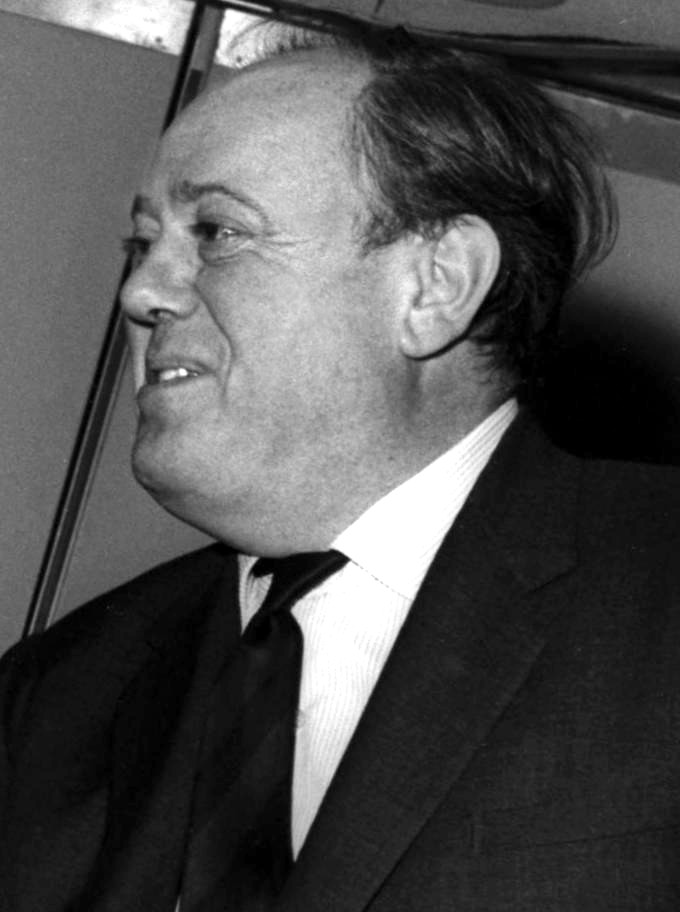
Christopher Soames.

Suivant la déclaration unilatérale d'indépendance de la Rhodésie en 1965, le gouvernement de Ian Smith a cessé de reconnaître l'autorité de gouverneur Sir Humphrey Gibbs, et nomma Clifford Dupont pour exercer les pouvoirs du Gouverneurs en tant qu'Administrateur.
Cependant, Gibbs continua à occuper le Government's House, affirmant sa position était d'être représentant de la reine, et n'a démissionné de son poste qu'en juin 1969, à la suite de la décision des électeurs blancs dans le référendum constitutionnel rhodésien de 1969, déclarant que la Rhodésie était devenue une république.  
En 1977, le Field Marshal Michael Carver est désigné Commissaire résident de la Rhodésie, mais il démissionna quatorze mois plus tard. 
Le poste de Gouverneur resta vacant jusqu'au 11 décembre 1979, quand Christopher Soames accepta le poste, à la suite de la signature du Lancaster House Agreement, sous laquelle la Rhodésie du Sud obtiendra son independance en tant Zimbabwe le 18 avril 1980. 

## Gouverneurs de la Rhodésie du Sud (1923–1980)
| Portrait | Nom (Naissance-Décès)                    | De               | A                | Détails |
| -------- | ---------------------------------------- | ---------------- | ---------------- | --- |
|          | Sir John Chancellor (1870–1952)          | 1er octobre 1923 | 15 juin 1928     | |
|          | Sir Murray Bisset (1876–1931)            | 15 juin 1928     | 24 novembre 1928 | Gouverneur intérimaire |
|          | Sir Cecil Hunter-Rodwell (1874–1953)     | 24 novembre 1928 | 1er mai 1934     | |
|          | Sir Fraser Russell (1876–1952)           | 1er mai 1934     | 8 janvier 1935   | Gouverneur intérimaire (1er fois) |
|          | Sir Herbert Stanley (1872–1955)          | 8 janvier 1935   | 8 janvier 1942   | |
|          | Sir Fraser Russell (1876–1952)           | 8 janvier 1942   | 10 décembre 1942 | Gouverneur intérimaire (2e fois) |
|          | Sir Evelyn Baring (1903–1973)            | 10 décembre 1942 | 26 octobre 1944  | |
|          | Sir Robert James Hudson (1885–1963)      | 26 octobre 1944  | 20 février 1945  | Gouverneur intérimaire (1er fois) |
|          | Sir Campbell Tait (1886–1946)            | 20 février 1945  | 2 février 1946   | |
|          | Sir Fraser Russell (1876–1952)           | 2 février 1946   | 19 juillet 1946  | Gouverneur intérimaire (3e fois) |
|          | Sir Robert James Hudson (1885–1963)      | 19 juillet 1946  | 14 janvier 1947  | Gouverneur intérimaire (2e fois) |
|          | Sir John Noble Kennedy (1893–1970)       | 14 janvier 1947  | 21 novembre 1953 | |
|          | Sir Robert Clarkson Tredgold (1899–1977) | 21 novembre 1953 | 26 novembre 1954 | Gouverneur intérimaire |
|          | Sir Peveril William-Powlett (1898–1985)  | 26 novembre 1954 | 28 décembre 1959 | |
|          | Sir Humphrey Gibbs (1902–1990)           | 28 décembre 1959 | 24 juin 1969     | Après la déclaration d'indépendance unilatérale de la Rhodésie, le 11 novembre 1965, le poste de Gouverneur n'est plus reconnu par le gouvernement rhodésien |
|          | Poste vacant                             | 24 juin 1969     | 11 décembre 1979 | Le 1er septembre 1977, Michael Carver est nommé Commissaire résident                                                                                         |
|          | Christopher Soames (1920–1987)           | 11 décembre 1979 | 18 avril 1980    | |